# 沙田南
沙田南（英語：Sha Tin South，代號R3）是香港沙田區議會下轄的選區，2023年設立，定為雙議席選區。

## 範圍
現時選區包括大圍南部、沙田圍西部及水泉澳，與其接壤的選區有沙田西、沙田東、九龍城區議會的九龍城北選區、黃大仙區議會的黃大仙西選區。
投票站設有十五個，分別位於佛教覺光法師中學、水泉澳邨內的禮賢會沙田長者鄰舍中心、基督教香港崇真會安頌幼稚園、沙田圍胡素貞博士紀念學校、救世軍水泉澳幼稚園、天主教郭得勝中學、新田圍社區會堂、五育中學、九龍城浸信會禧年（恩平）小學、東莞工商總會劉百樂中學、保良局王賜豪（田心谷）小學、顯徑鄰里社區中心、才俊學校、保良局朱敬文中學、東莞工商總會張煌偉小學。

## 沿革
2023年香港選舉改革將區議會所有單議席選區取消，沙田定為四個雙議席選區，共選出八席民選議員。沙田南選區由原有單議席的沙角、水泉澳、乙泉、秦豐、新田圍、翠田、雲城、徑口、田心、翠嘉選區合併而成。
2023年區議會選舉，估算人口有171,916人，選民有104,983人，吸引到四人參選。

## 歷屆議員
| 選區名稱 | 屆別           | 議員   | 政治聯繫 | 政治聯繫        | 議員   | 政治聯繫 | 政治聯繫 |
| -------- | -------------- | ------ | -------- | --------------- | ------ | -------- | -------- |
| 沙田南   | 2024年－2027年 | 林宇星 |          | 新民黨/公民力量 | 古偉冰 |          | 工聯會   |

## 歷屆選舉結果
| 政党   | 政党            | 候选人    | 票数   | %      | ± |
| ------ | --------------- | --------- | ------ | ------ | - |
|        | 民建聯          | ①. 祝慶台 | 5,548  | 19.17  |   |
|        | 獨立            | ②. 蔡偉浩 | 4,170  | 14.416 |   |
|        | 工聯會          | ③. 古偉冰 | 7,488  | 25.886 |   |
|        | 新民黨/公民力量 | ④. 林宇星 | 11,720 | 40.517 |   |
| 多数票 |                 |           |        |        |   |

## 資料來源
1. ↑   (PDF).   [2023年8月23日]. （原始内容 (PDF)存档于2023年10月20日） （繁体中文）.
2. ↑   (PDF).   [2023年11月17日].
3. ↑   (PDF). 選舉管理委員會. 2023-07-11  [2023-08-23]. （原始内容存档 (PDF)于2023-10-15）.
4. ↑   (PDF).   [2023-11-20]. （原始内容存档 (PDF)于2023-11-16）.
5. ↑   (PDF).   [2023-08-23]. （原始内容存档 (PDF)于2023-08-05）.
6. ↑   (PDF).   [2023-11-17]. （原始内容存档 (PDF)于2023-12-03）.